# WestBam

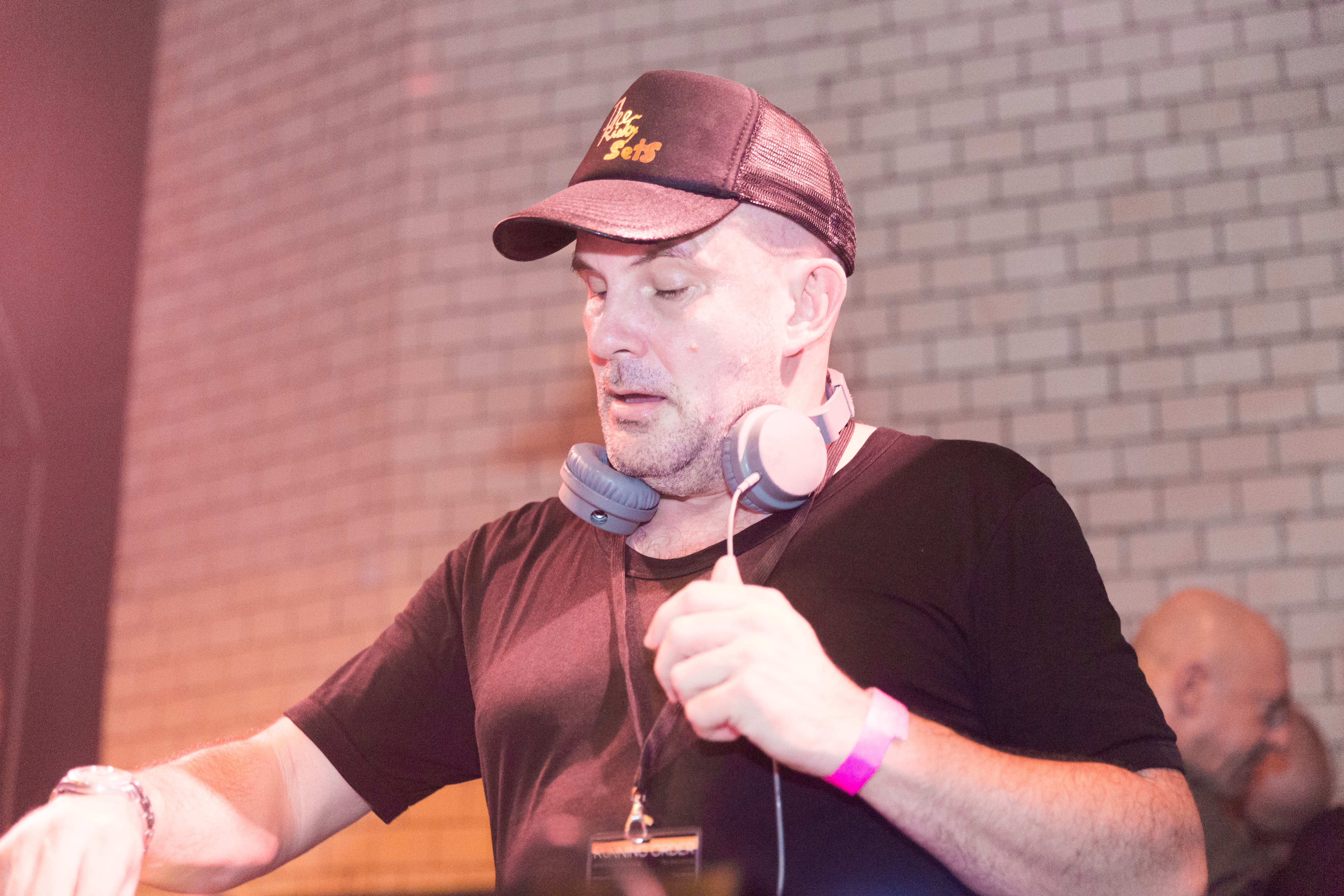
WestBam, Sterne und Bass Festival im E-Werk Berlin (2016)

WestBam (auch Westbam; bürgerlich Maximilian Lenz; * 4. März 1965 in Münster) ist ein deutscher DJ, Musiker, Labelinhaber, ehemaliger Veranstalter der Mayday und Autor. Sein Pseudonym ist die Kurzform von Westfalia Bambaataa und bezieht sich auf sein Vorbild Afrika Bambaataa.

## Leben
Maximilian Lenz wurde 1965 in Münster geboren. Seine Eltern waren Künstler und Hippies, die ihre Kinder antiautoritär erzogen. Die Familie wohnte auf einem Kotten im Umland Münsters. Sein Vater, Otto Lenz, war Professor für Kunsterziehung an der Pädagogischen Hochschule Münster und starb in den frühen 1980er Jahren. Seine Mutter war als Kunstlehrerin tätig und schuf selbst surrealistische Werke. Zur elektronischen Musik kam Maximilian Lenz etwa 1980, zunächst in einer Projektgruppe als Schüler am Pascal-Gymnasium Münster.
Er bewarb sich nach der Schule an einer Kunsthochschule, wurde aber nicht angenommen. 1984 zog er nach West-Berlin zu seinem Freund und Förderer Wilhelm „William“ Röttger und schrieb sich für ein Studium in katholischer Theologie ein.
Maximilian Lenz hat drei Geschwister. Sein Bruder Fabian, auf dessen Idee die Mayday zurückgeht, war ebenfalls als DJ tätig und trat unter dem Namen DJ Dick auf, seine Schwester Seraphina ist bildende Künstlerin und lebt seit 1997 ebenfalls in Berlin. Er ist verheiratet, Vater zweier Söhne und lebt in Berlin-Prenzlauer Berg.

## Werdegang

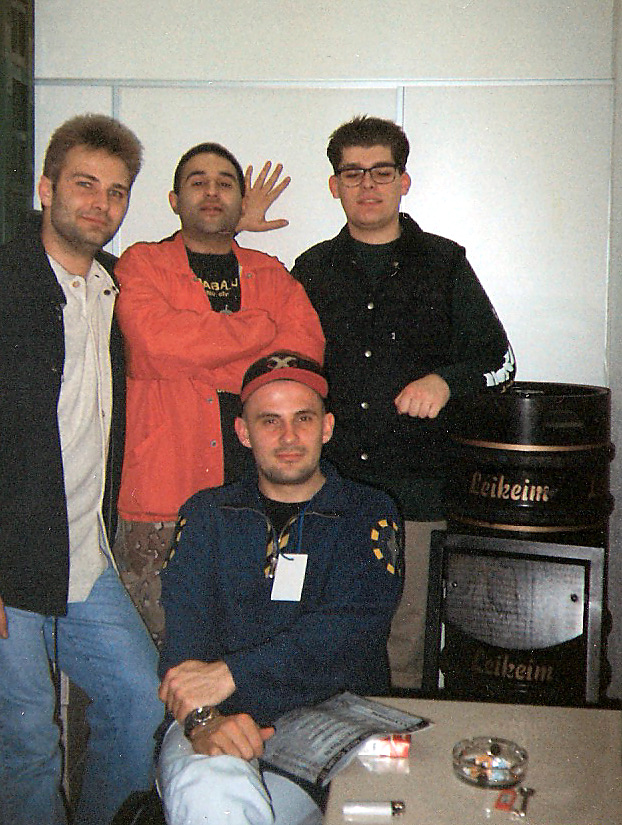
Westbam (im Vordergrund) 1995 mit (von rechts) Roy Ströbel von Raver’s Nature und Armin Mostoffi von Frontpage im Backstagebereich vom Paradoxxx-Club.

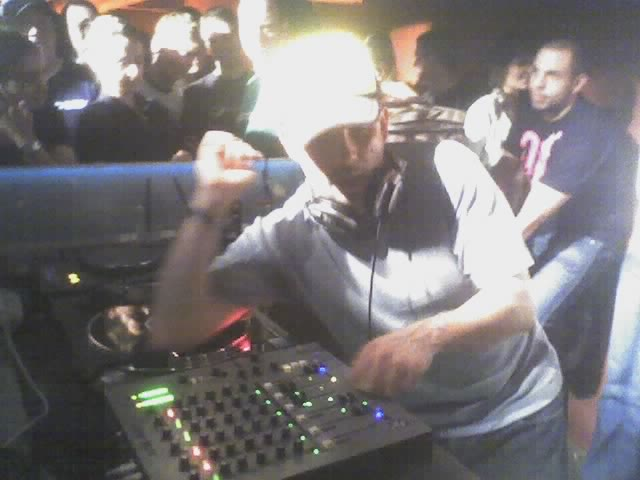
WestBam scratcht die Platte mit dem Ellenbogen (Aufnahme vom 24. März 2005 im 50Grad / Mainz)

Erste musikalische Gehversuche unternahm Lenz ab 1978 in der Punk-Szene seiner Heimatstadt als Frank Xerox. Er spielte damals Bass, Schlagzeug und Synthesizer. Mit dem Musiker Andreas Bleckmann alias Sally gründete er 1979 die Band Anormal Null. Nach deren Auflösung 1981 gründete er Kriegsschauplatz, die bis 1983 aktiv waren. Seinen ersten großen Auftritt mit dieser Band hatte er am 4. September 1981 vor 1.000 Zuschauern beim Festival Genialer Dilletanten im Berliner Tempodrom. Durch das Festival wurden Berliner Bands wie Einstürzende Neubauten, Die Tödliche Doris und Solisten wie Frieder Butzmann erstmals einem breiteren Publikum bekannt.
Lenz gründete auch das Punk-Fanzine Schwarz Rot Gold. Auf dem zugehörigen Kleinstlabel erschienen später auch einige Kassetten.
Seine Laufbahn als DJ begann er 1983 in seiner Heimatstadt Münster im Club Odeon und 1984 im Berliner Metropol. Seine erste Veröffentlichung 17 – This Is Not a Boris Becker Song unter dem Pseudonym Cowboy Temple produzierte er zusammen mit Klaus Jankuhn, den er bereits aus Schulzeiten kannte. Die Platte erschien auf Wall City Records. Später gründete er gemeinsam mit seinem Bruder Fabian sowie William Röttger, Klaus Jankuhn und Sandra Molzahn das Plattenlabel Low Spirit Recordings.
Ende 1984 erschien sein Text „Was ist Record-Art?“, in dem er als Westfalia Bambaataa grundlegende DJ-Techniken erläuterte und den DJ als Musiker beschrieb, der mit Platten neue Stücke komponiere.
1985 begleitete er die kurzlebig wiedervereinigten EBM-Pioniere Deutsch-Amerikanische Freundschaft (D.A.F.) auf Europatournee. Über den mit Röttger befreundeten lettischen Künstler Indulis Bilzēns kam WestBam auch zu seinem ersten Auslandsauftritt im Ostblock, der ihn ins lettische Riga führte.
1987 kollaborierten er und sein Partner Klaus Jankuhn mit D.A.F.-Sänger Gabi Delgado-López bei der D.A.F.-Maxisingle The Gun. Darauf folgten weitere Soloveröffentlichungen wie Monkey Say Monkey Do, Disco Deutschland und Der Bundespräsidenten-Mix, die seinen Ruf als Produzent kommerziell erfolgreicher Techno-Musik begründeten. Im Herbst 1988 schickte das Goethe-Institut WestBam als Resident-DJ des deutschen Kulturbeitrags Kunstdisco zu den Olympischen Sommerspielen 1988 nach Seoul.
Im Frühjahr 1989 wurde das erste DJ-Konzeptalbum The Cabinet veröffentlicht. Seine erste auch in den Verkaufscharts erfolgreiche Single war Celebration Generation im Jahre 1993. Seinen größten Chart-Erfolg verzeichnete er mit den Members of Mayday und dem Titel Sonic Empire, der im Jahr 1997 auf Platz 1 in den deutschen Verkaufscharts stieg.
Die erste Mayday veranstaltete WestBam am 14. Dezember 1991 in Berlin-Weißensee. Der Name der Veranstaltung entstand, da die Mayday als „Demonstration“ für die Rettung des Radiosenders DT64 gedacht war. Der Radiosender wurde jedoch trotz des Erfolges der Veranstaltung eingestellt. Die Mayday hingegen wurde in den folgenden Jahren fortgesetzt und erreichte ihren ersten Höhepunkt 1994 unter dem Motto Rave Olympia in den Westfalenhallen in Dortmund. Kritiker bezeichneten die Veranstaltung und das damit verbundene Merchandising auch als „Ausverkauf des Techno“. Von Westbam geförderte Künstler wie Marusha und RMB erreichten in den 1990er Jahren hohe Platzierungen in den deutschen Verkaufscharts.
Die Mayday ist seitdem ein festes Event in der Rave-Szene. Gemeinsam mit dem Organisator Jürgen Laarmann, ehemaliger Herausgeber des Techno-Magazins Frontpage, rief Westbam 1994 die „Raving Society“ aus und prophezeite ein neues Gesellschaftsmodell auf der Basis der Technokultur. Er war bis zum Jahr 2013 maßgeblich an der künstlerischen Konzeption jeder Mayday beteiligt und produzierte darüber hinaus gemeinsam mit Klaus Jankuhn unter dem Namen Members of Mayday die Hymnen zu den jeweiligen Veranstaltungen. Jürgen Laarmann verließ die Mayday Veranstaltungsservice und Musikproduktions GmbH Mitte der 1990er Jahre aufgrund von Meinungsverschiedenheiten über die Weiterentwicklung der Veranstaltung. Neben der Mayday arbeitete Westbam im Umfeld der Love Parade und produzierte zusammen mit Klaus Jankuhn unter dem Namen The Love Committee auch deren jährliche Hymnen.
WestBam etablierte mit dem Low-Spirit-Sublabel Electric Kingdom die neue Techno-Subkategorie Technolectro, die als Mischung aus Rock, Hip-Hop und Techno beschrieben wird. Auf dem mittlerweile eingestellten Sublabel Fire wurde dagegen härterer Rave von Künstlern wie Ravers Nature oder Hardsequencer veröffentlicht.
Unter dem Namen Mr. X & Mr. Y arbeitet WestBam seit 1996 mit Afrika Islam zusammen, der zusammen mit WestBams Vorbild und Namensgeber Afrika Bambaataa Mitte der 1970er Jahre die Zulu Nation gegründet hat.
Im Februar 1997 veröffentlichte WestBam sein erstes Buch mit dem Titel Mixes, Cuts & Scratches. Es enthält neben eigenen Texten von Westbam auch Interviews mit Rainald Goetz über Kunst, Arbeit und das Leben als DJ. Im gleichen Jahr rief er mit Afrika Bambaataa das Projekt I.F.O. ins Leben. Beide veröffentlichen die Maxi Agharta the City of Shamballa. Mit Nena veröffentlichte er im August 2002 die Single Oldschool, Baby. 2004 trat er gemeinsam mit Afrika Islam beim Vorentscheid zum Eurovision Contest an und präsentierte das Lied Dancing with the Rebels.
Obwohl WestBam hauptsächlich als DJ auftritt, präsentierte er im Jahr 2005 sein Album Do You Believe in the Westworld live auf einer Tournee mit einer Band, bestehend aus Drummer, Bassist, Klaus Jankuhn am Laptop und ihm selbst als MC.
Im Jahr 2010 erschien sein Dreifach-Album A Love Story 89-10 auf dem Label Bass Planet / Kontor Records. Als einziger DJ, der von 1989 bis 2008 auf allen Loveparades aufgelegt hatte, wollte er sich 2010 von der Veranstaltung verabschieden. Nachdem es am 24. Juli 2010 in Duisburg zum Unglück auf der Parade kam, bei dem 21 Menschen starben, sagte WestBam seinen Auftritt ab. In einem Interview mit der Zeitschrift Raveline kritisierte er die Entscheidung der Veranstalter, die Veranstaltung nicht abzubrechen. 2013 erschien das Album Götterstrasse, auf dem WestBam mit Künstlern wie Richard Butler, Lil Wayne, Rockell, Iggy Pop, Bernard Sumner, Inga Humpe, Brian Molko, Kanye West, Afrika Baby Bam und Hugh Cornwell zusammenarbeitete.
Im Februar 2014 gab WestBam aufgrund anscheinend unüberbrückbarer Differenzen mit dem Veranstalter i-Motion seinen Ausstieg aus der Mayday und damit auch das Ende des Projekts Members of Mayday bekannt. 2019 trat WestBam erstmals auf dem Festival Parookaville auf.
Seit 1994 legt WestBam am ersten Weihnachtsfeiertag beim X-Mas Bam in Münster im Fusion auf. Am 6. April 2023 trat Westbam anlässlich der Osterfestspiele in Salzburg mit dem Gewandhausorchester bei dem Event „WestBam meets Wagner“ auf. Dort mixte er klassische Musik von Richard Wagner mit seiner eigenen Musik.

## Diskografie
Studioalben

| Jahr | Titel                            | Höchstplatzierung, Gesamtwochen, AuszeichnungChartplatzierungen (Jahr, Titel, Platzierungen, Wochen, Auszeichnungen, Anmerkungen) | Höchstplatzierung, Gesamtwochen, AuszeichnungChartplatzierungen (Jahr, Titel, Platzierungen, Wochen, Auszeichnungen, Anmerkungen) | Höchstplatzierung, Gesamtwochen, AuszeichnungChartplatzierungen (Jahr, Titel, Platzierungen, Wochen, Auszeichnungen, Anmerkungen) | Höchstplatzierung, Gesamtwochen, AuszeichnungChartplatzierungen (Jahr, Titel, Platzierungen, Wochen, Auszeichnungen, Anmerkungen) | Anmerkungen                                        |
| Jahr | Titel                            | DE | AT | CH | UK | Anmerkungen                                        |
| ---- | -------------------------------- | --- | --- | --- | --- | -------------------------------------------------- |
| 1988 | WestBam                          | — | — | — | — | Erstveröffentlichung: 1988                         |
| 1988 | WestBam in Seoul                 | — | — | — | — | Erstveröffentlichung: 1988                         |
| 1989 | The Cabinet                      | — | — | — | — | Erstveröffentlichung: 11. Oktober 1989             |
| 1991 | The Roof Is on Fire              | — | — | — | — | Erstveröffentlichung: 1991                         |
| 1991 | A Practising Maniac at Work      | — | — | — | — | Erstveröffentlichung: 18. Oktober 1991             |
| 1994 | Bam Bam Bam                      | DE14 (19 Wo.)DE | — | CH36 (4 Wo.)CH | — | Erstveröffentlichung: 30. Mai 1994                 |
| 1997 | We’ll Never Stop Living This Way | DE39 (6 Wo.)DE | — | — | — | Erstveröffentlichung: 10. November 1997            |
| 2002 | Right on                         | DE35 (3 Wo.)DE | — | — | — | Erstveröffentlichung: 9. September 2002            |
| 2005 | Do You Believe in the Westworld  | DE97 (1 Wo.)DE | — | — | — | Erstveröffentlichung: 12. September 2005           |
| 2013 | Götterstrasse                    | DE12 (3 Wo.)DE | — | CH70 (1 Wo.)CH | — | Erstveröffentlichung: 26. April 2013               |
| 2019 | The Risky Sets!!!                | DE21 (1 Wo.)DE | — | — | — | Erstveröffentlichung: 22. Februar 2019             |
| 2021 | Famous Last Songs Vol. 1         | DE45 (1 Wo.)DE | — | — | — | als Westbam/ML Erstveröffentlichung: 25. Juni 2021 |

## Auszeichnungen
- Dance Music Award
  - 2001: in der Kategorie „Lifetime Award“
  - 2003: in der Kategorie „Bester Produzent“
  - 2003: in der Kategorie „Bestes Video“ (Oldskool Baby)

## Schriften
- Was ist Record-Art? Essay, erschienen 1984 im Frankfurter Kulturmagazin Der Neger.
- Frühstücksbüffets – Westbam’s Darkside-Mix. In: Benjamin von Stuckrad-Barre: Remix. Kiepenheuer & Witsch, 2000, ISBN 3-462-02854-5.
- Mix, Cuts und Scratches. (Mit Rainald Goetz). Merve Verlag, 1997, ISBN 3-88396-136-1.
- Die Macht der Nacht. (Autobiografie). Ullstein Verlag, 2015, ISBN 978-3-550-08068-5.

## Filme
- 2015: B-Movie: Lust & Sound in West-Berlin 1979–1989, Dokumentation mit Mark Reeder, Regie von Jörg A. Hoppe, Klaus Maeck, Heiko Lange und Alexander von Sturmfeder, 92 min
- 2017: Magical Mystery oder: Die Rückkehr des Karl Schmidt (Filmmusik und Cameo-Auftritt)
- 2017: Mein wunderbares West-Berlin. Dokumentation von Jochen Hick (Interview-Partner)
- 2019: Loveparade – Als die Liebe tanzen lernte. Dokumentation von Peter Scholl, RBB, 2019 (Interview-Partner).